# Giải thưởng Điện ảnh Hồng Kông lần thứ 30
Giải thưởng Điện ảnh Hồng Kông lần thứ 30 được tổ chức ngày 17 tháng 4 năm 2011.

## Danh sách các đề cử và giải thưởng
| Phim hay nhất                                           | Phim hay nhất                                      | Phim hay nhất |
| Phim                                                    | Tên tiếng Anh                                      |               |
| ------------------------------------------------------- | -------------------------------------------------- | ------------- |
| Đả Lôi Đài (打擂台)                                     | Gallants                                           |               |
| Địch Nhân Kiệt - Thông thiên đế quốc (狄仁傑之通天帝國) | Detective Dee and the Mystery of the Phantom Flame |               |
| Diệp Vấn 2 (葉問2)                                      | Ip Man 2                                           |               |
| Kiếm Vũ (劍雨)                                          | Reign Of Assassins                                 |               |
| Kẻ Chỉ Điểm (綫人)                                      | The Stool Pigeon                                   |               |
| Đạo diễn xuất sắc nhất                                  |                                                    |               |
| Đạo diễn                                                | Phim                                               |               |
| Từ Khắc                                                 | Địch Nhân Kiệt - Thông thiên đế quốc               |               |
| Quách Tử Kiệt và Trịnh Tư Kiệt                          | Đả Lôi Đài                                         |               |
| Diệp Vĩ Tín                                             | Diệp Vấn 2                                         |               |
| Tô Chiếu Bân                                            | Kiếm Vũ                                            |               |
| Lâm Siêu Hiền                                           | Kẻ Chỉ Điểm                                        |               |
| Kịch bản hay nhất                                       |                                                    |               |
| Biên kịch                                               | Phim                                               |               |
| Bành Hạo Tường và Mạnh Hi Nhân                          | Chí Minh và Xuân Kiều                              |               |
| Trịnh Đan Thụy, Hoàng Chân Chân                         | Break Up Club                                      |               |
| Ngạn Tây                                                | Nguyệt Mãn Hiên Ni Thi                             |               |
| Quách Tử Kiện, Trịnh Tư Kiệt, Đàm Quảng Nguyên          | Đả Lôi Đài                                         |               |
| Ngô Vĩ Luân                                             | Kẻ Chỉ Điểm                                        |               |
| Nam diễn viên chính xuất sắc nhất                       |                                                    |               |
| Diễn viên                                               | Phim                                               |               |
| Tạ Đình Phong                                           | Kẻ Chỉ Điểm                                        |               |
| Châu Nhuân Phát                                         | Khổng Tử                                           |               |
| Trương Học Hữu                                          | Nguyệt Mãn Hiên Ni Thi                             |               |
| Lương Gia Huy                                           | Lý Tiểu Long                                       |               |
| Trương Gia Huy                                          | Kẻ Chỉ Điểm                                        |               |
| Nữ diễn viên chính xuất sắc nhất                        |                                                    |               |
| Diễn viên                                               | Phim                                               |               |
| Lưu Gia Linh                                            | Địch Nhân Kiệt                                     |               |
| Tiết Khải Kỳ                                            | Break Up Club                                      |               |
| Thang Duy                                               | Nguyệt Mãn Hiên Ni Thi                             |               |
| Dương Thiên Hoa                                         | Chí Minh và Xuân Kiều                              |               |
| Hà Siêu Nghi                                            | Dream Home                                         |               |
| Nam diễn viên phụ xuất sắc nhất                         |                                                    |               |
| Diễn viên                                               | Phim                                               |               |
| Thái Địch La Tân                                        | Đả Lôi Đài                                         |               |
| Lương Gia Huy                                           | Địch Nhân Kiệt                                     |               |
| Đặng Siêu                                               | Địch Nhân Kiệt                                     |               |
| Vương Học Kỳ                                            | Kiếm Vũ                                            |               |
| Liêu Khải Trí                                           | Kẻ Chỉ Điểm                                        |               |
| Nữ diễn viên phụ xuất sắc nhất                          |                                                    |               |
| Diễn viên                                               | Phim                                               |               |
| Thiệu Âm Âm                                             | Đả Lôi Đài                                         |               |
| Chu Mễ Mễ                                               | Nguyệt Mãn Hiên Ni Thi                             |               |
| Bảo Khởi Tĩnh                                           | Nguyệt Mãn Hiên Ni Thi                             |               |
| Trương Tịnh Sơ                                          | Toàn Thành Giới Bị                                 |               |
| Dư An An                                                | Phi Sa Phong Trung Chuyển                          |               |
| Diễn viên mới xuất sắc nhất                             |                                                    |               |
| Diễn viên                                               | Phim                                               |               |
| Trần Hoán Nhân                                          | Lý Tiểu Long                                       |               |
| Tỉnh Bách Thiên                                         | Mùa hè nóng bỏng                                   |               |
| Bành Quan Kỳ                                            | An Phi Tha Mệnh                                    |               |
| Đỗ Vũ Hàng                                              | Diệp Vấn 2                                         |               |
| Đỗ Vũ Hàng                                              | Diệp Vấn tiền truyền                               |               |